# تاتئویک سازانداریان
تاتویک تیگرانی سازانداریان (ارمنی: Տաթևիկ Տիգրանի Սազանդարյան؛ ۲۰ اوت ۱۹۱۶ – ۶ اکتبر ۱۹۹۹) خواننده اپرا، مربی موسیقی، موسیقی‌دان، سبک کلاسیک اهل ارمنستان بود.

## زندگی‌نامه
وی در ۲۰ اوت ۱۹۱۶ در خندزورسک، استان سیونیک به دنیا آمد و از کنسرواتوار دولتی کومیتاس ایروان فارغ‌التحصیل شد.  وی همچنین عضو حزب کمونیست اتحاد شوروی بود. سازارنداریان استاد کنسرواتوار دولتی کومیتاس ایروان بود. وی از سال ۱۹۳۷ تا ۱۹۶۱ به عنوان تکخوان در تالار اپرای ایروان فعالیت نمود.وی در ۶ اکتبر ۱۹۹۹ در سن ۸۳ سالگی در ایروان درگذشت و در آرامستان مرکزی ایروان (توخماخ) به خاک سپرده شد.

## جوایز و افتخارات
وی همچنین برندهٔ جوایزی جایزه هنرمند مردمی اتحاد جماهیر شوروی، نشان افتخار مسروپ ماشتوتس مقدس، جایزه استالین، نشان دوستی خلق و هنرمند مردمی ارمنستان شوروی همچون شده‌است.